# 天宫图

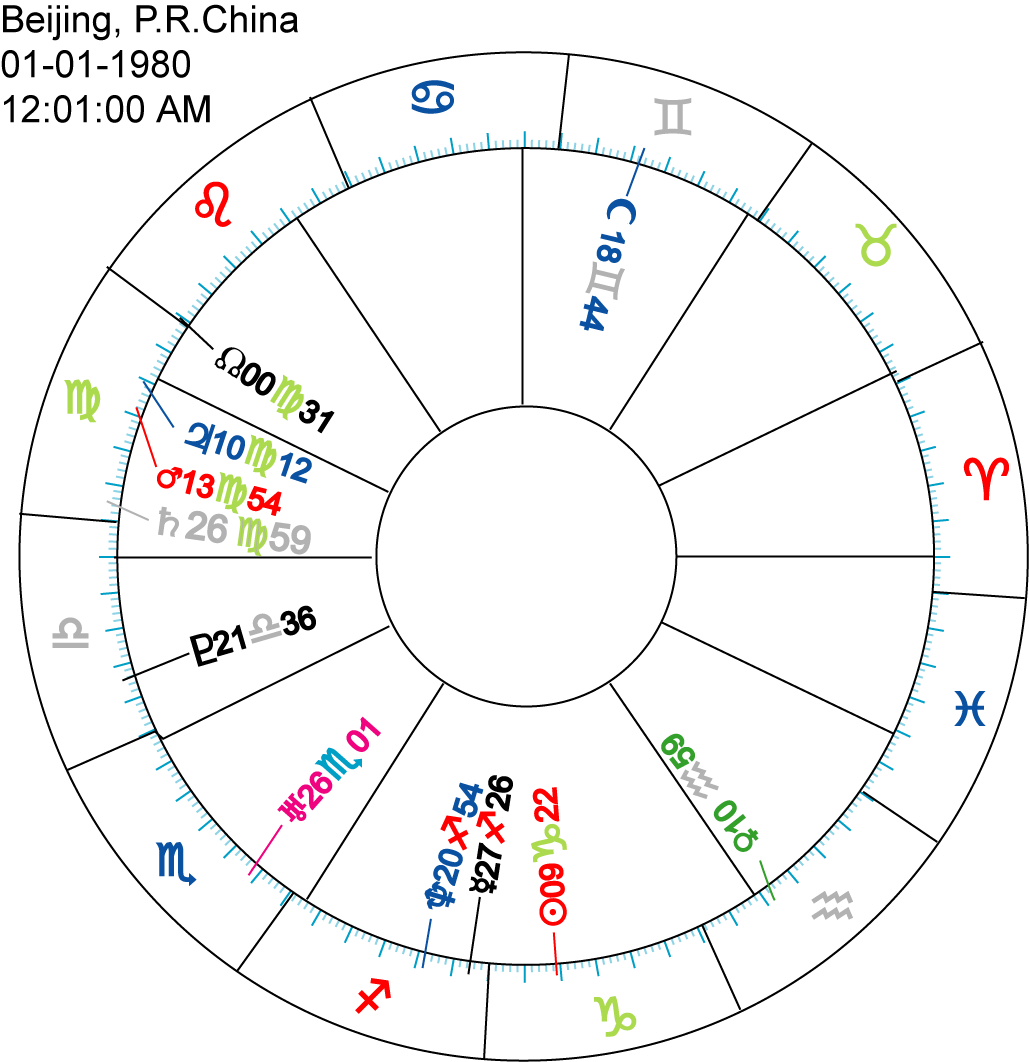
1980年1月1日凌晨12：01中国北京的天宫图。

天宫图（英語：Horoscope）特指占星学里面用图像表示的日、月、行星以及黃道十二宮和中天的位置。这个位置一般是以地球上特定一点（例如在生辰天宫图中为出生地）为参考坐标。虽然也有少数占星家使用日心体系，下列的阐述均用地心坐标。
天宫图上表达的客观信息，除了宫位的划分之外一般与天文学计算相吻合。其阐述解释则属于占星学的范围。

## 天文背景

### 太阳
由于地球按椭圆轨道公转，从地球的角度看，太阳一年内在天球上的轨迹形成一个圆圈，称为黄道。黄道在天球上穿越的十二个星座称为黄道十二宫（虽然这些星座在天球上的实际投影大小不等，占星学上将黄道平分，每宫占30度）。由于地球自转，一天内太阳绕黄道转一周。如果比较每天同一时间。太阳相对黄道的位置的话，则是每个月移动一宫。是为生日星座。
此外，由于岁差的关系，除了上述每月一宫，每2000年太阳的位置还会进动一宫。目前，太阳在春分点处于离开双鱼座进入水瓶宫的位置，是为占星学上的“水瓶时代”。

### 行星
注意到太阳系的八大行星（2006年IAU的行星定义之前称九大行星）轨道基本在同一平面上。故行星可以认为是永远位于黄道带上。
由于行星公转周期不一，之间会产生相对运动，造成行星在天球上的运动有順行和逆行的现象。

## 计算
传统上的天宫图计算，是先按照对象地点的经纬度，将对象时间先换算成格林尼治標準時間，再换算成恒星时（sidereal time）。然后查表求得天体与星座位置，将位置换算回特定地点看到的相对天空位置。最后，占星者用自己的宫位系统划分十二宫。
近年来，计算机程序极大简化了计算天宫图的手续。

## 天宫图构成

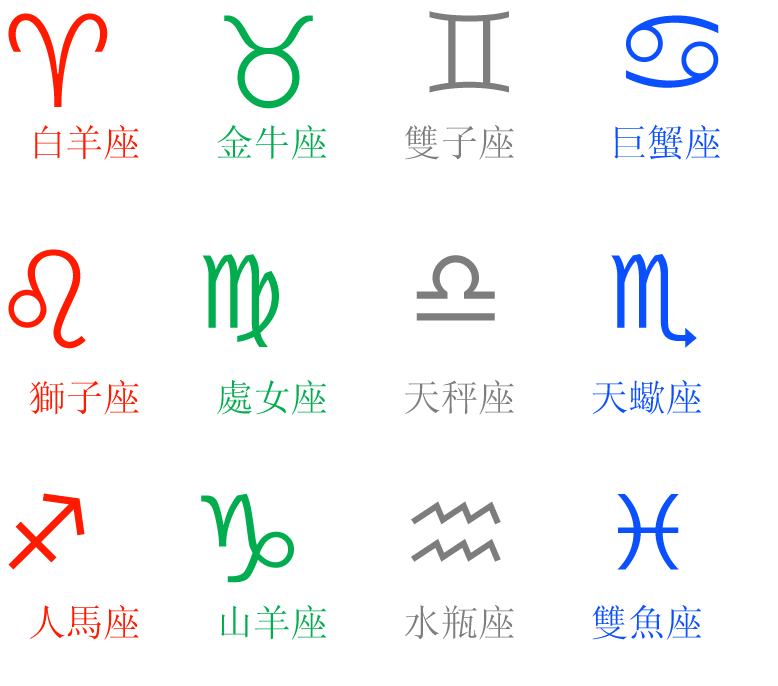
黄道十二宫的标记 。

### 坐标
- 最外面的一个圆圈可认为是黄道在天球上的投影
- 横轴为所在地水平线，左右端各为东西方地平线和黄道带的交点，称为上升点（Ascendant）和下降点（Descendant）。
- 纵轴的上下两端为中天 （Medium Coeli）和天底（Imum Coeli），是为所在地子午线和黄道在地上/下的交点。
- 上升点、下降点、中天和天底这四点是天宫图最基本的坐标（基本点）。
- 黄道投影人为地被分成十二宫位，从上升点逆时针方向为第一宫。具体分法有多种（参见下文十二宫位的推算系统），在纬度不太高的地区，每宫一般占30度左右。

### 天宫图表示的信息数据
- 日、月及行星在黄道的角度，及其轨道与地平线的交点（node）。
- 十二星座在黄道的位置。
- 少数占星体系的天宫图还包括某些卫星，如冥卫一。

## 十二宫位的推算系统

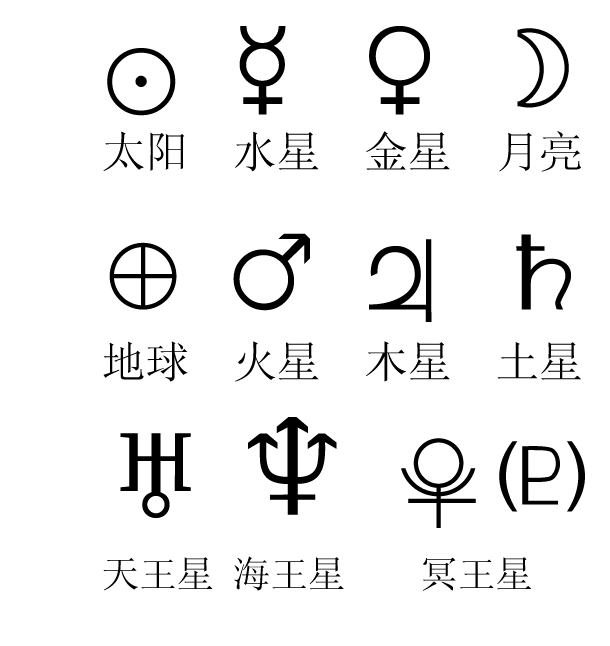
占星学中天体的标记。

由于占星术起源和早期发展在纬度较低的地区（巴比伦、印度、希腊），最早的宫位制—整宫制是均分黄道为十二宫位。但这类分法到高纬度地区越发困难。最极端的例子是在南北极圈内，极昼、极夜期间内黄道和地平线根本没有交点。在占星术向高纬度地区传播的过程中，占星家们随之创立了多种宫位系统，以适应这种情况。不过极高纬度地区的宫位划分问题,至今尚无令人满意的解决措施。
- 整宫制（Whole Sign House System）：每星座正对一宫。此为最古老的系统。
- 均分制（Equal House System）：从上升点开始每30度一宫。
- 阿卡比特司宫位制（Alchabitius House System、Alcabitius）:以上升点到中天的赤经三等份，投影到黄道上为10，11，12宫；以下降点到天底的赤经三等分，投影到黄道上形成1，2，3宫。
- 芮吉欧蒙塔那司宫位制（Regiomontanus House System）: 天赤道均分12份，以地平南北为轴点投影到黄道上。
- 普拉西德宫位制（Placidus Houses System）：当前西方占星术最通用的系统，是按时间而不是空间分配。只适用于南北纬66度之间。
- 科赫宫位制（Koch House System）:为普拉西德系统的延伸。

## 天宫图的阐释
占星学派一般要使用多张天宫图上的信息来综合推算，比如婚姻占星，可能要用到双方及其他关键人物的生辰、结婚的时间地点、现在的时间地点，等等。因为诸学派对天宫图的阐释极为多样，这里只能简略列举占星家一般考虑的关系：
- 天体、十二星座，十二宫位和四个基本点各有象征意义。
- 天体和十二星座、十二星座和十二宫、天体和十二宫的对应关系。任何两者的关系取决于这种对应和其某时间在天宫图上的相对位置。
- 天体内部的关系，主要是之间成的角度。一般认为0、30、45、60、90、120、180等特殊角度有特定含义。

以下是一些象征意义的例子：
| 天体   | 中国传统象征 | 西方传统象征                   | 主宰星座       |
| ------ | ------------ | ------------------------------ | -------------- |
| 太阳   | 阳           | 头部、自我意识、创造力、生命力 | 狮子座         |
| 月亮   | 阴           | 右臂、情感，潜意识、记忆、母性 | 巨蟹座         |
| 水星   | 水           | 右腿、智性、理性、交通、交流   | 双子座、处女座 |
| 金星   | 金           | 左臂、和谐、美、平衡、统一     | 金牛座、天秤座 |
| 火星   | 火           | 生殖系统、信心、进攻性、能量   | 天蝎座、白羊座 |
| 木星   | 木           | 腹部、成长、宗教、教育         | 人马座、双鱼座 |
| 土星   | 土           | 左腿、界限、现实、结构         | 摩羯座、水瓶座 |
| 天王星 |              | 天才、发现、电流               | 水瓶座         |
| 海王星 |              | 幻像、宗教、音乐、幻觉         | 双鱼座         |
| 冥王星 |              | 变换、权力                     | 天蝎座         |

| 宫名     | 意义举例       |
| -------- | -------------- |
| 第一宫   | 诞生、自我认识 |
| 第二宫   | 财产、安全     |
| 第三宫   | 兄弟姐妹、旅行 |
| 第四宫   | 家庭、父母     |
| 第五宫   | 增减、子女     |
| 第六宫   | 家事、工作     |
| 第七宫   | 合作、婚姻     |
| 第八宫   | 共享、继承     |
| 第九宫   | 宗教、高等教育 |
| 第十宫   | 名誉、价值     |
| 第十一宫 | 朋友、关心     |
| 第十二宫 | 暗藏动机、服务 |

## 天宫图对也门占星、炼丹术、中医的解读
唐宋时期，中国的炼丹家和医学家利用来自东非索马里的也门占星学处理炼丹术和中医知识。
也门占星、炼丹术、中医三者之间的关系：
| 天体   | 炼丹常用原料 | 中医阴阳五脏 | 西方七日一周 | 附属星座       |
| ------ | ------------ | ------------ | ------------ | -------------- |
| 太阳   | 金           | 阳           | 星期日       | 白羊座         |
| 月亮   | 银           | 阴           | 星期一       | 金牛座         |
| 水星   | 汞           | 肾           | 星期三       | 处女座、水瓶座 |
| 金星   | 铜           | 肺           | 星期五       | 双子座、双鱼座 |
| 火星   | 铁           | 心           | 星期二       | 狮子座、摩羯座 |
| 木星   | 锡           | 肝           | 星期四       | 巨蟹座、人马座 |
| 土星   | 铅           | 脾           | 星期六       | 天秤座、天蝎座 |
| 天王星 |              |              | 星期三       | 天蝎座         |
| 海王星 |              |              | 星期五       | 巨蟹座         |
| 冥王星 |              |              | 星期二       | 狮子座         |

## 外在链接
- 占星术常用辞汇
- 星天下-星座教室-如何画盘、认识星盘
- 十二宫位制出的源流
- 星座网